# Adolf Oswald Plamsch
Adolf Oswald Plamsch (ur. 14 grudnia 1866 w Wenden, zm. w lutym 1939) – rosyjski i polski pastor ewangelicko-augsburski, wieloletni administrator parafii luterańskiej w Grodnie (1905–1939) oraz inicjator rozbudowy kościoła św. Jana.

## Życiorys
Urodził się w rodzinie Niemców bałtyckich. Do szkoły uczęszczał w Wenden, po czym studiował teologię na Uniwersytecie Dorpackim. W 1890 został ordynowany na pastora ewangelicko-luterańskiego (według innych źródeł: 1892), pełnił posługę w parafii w Marienburgu w Inflantach. Za rzekome nawracanie prawosławnych na luteranizm zawieszono go na krótko w obowiązkach pastora. W 1905 został mianowany pastorem gubernialnym – zwierzchnikiem wspólnoty na terenie guberni grodzieńskiej. Doprowadził do przebudowy kościoła ewangelickiego św. Jana oraz wzniesienia nowego domu pastorskiego. W czasie I wojny światowej deportowany do Kazania, Wiatki i Permu, po 1919 powrócił do Grodna, gdzie aż do śmierci sprawował posługę pastorską.
Był również poetą i kompozytorem, filatelistą, z pasją oddawał się ogrodnictwu (był właścicielem ogrodu różanego).
Żonaty z Sophią Christianią, mieli trójkę dzieci: Wierę, Gustawa i Fritza. Zmarł w zimie 1939 i został pochowany na cmentarzu w Michałowie.